# Brendel von Homburg

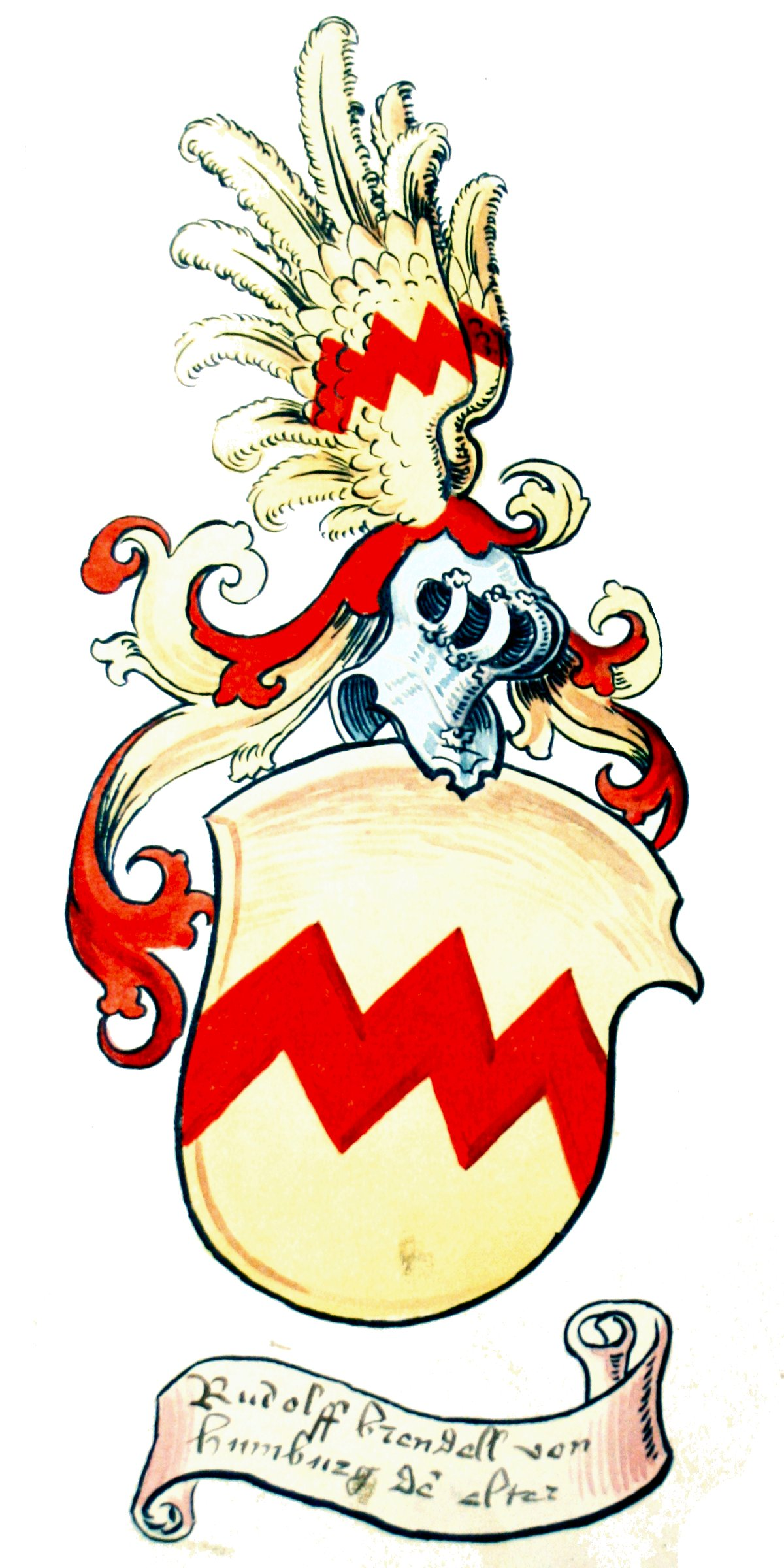
Wappen des Friedberger Burgmanns Rudolf Brendel von Homburg im Salbuch des Klosters Naumburg, Buchmalerei des 16. Jahrhunderts.

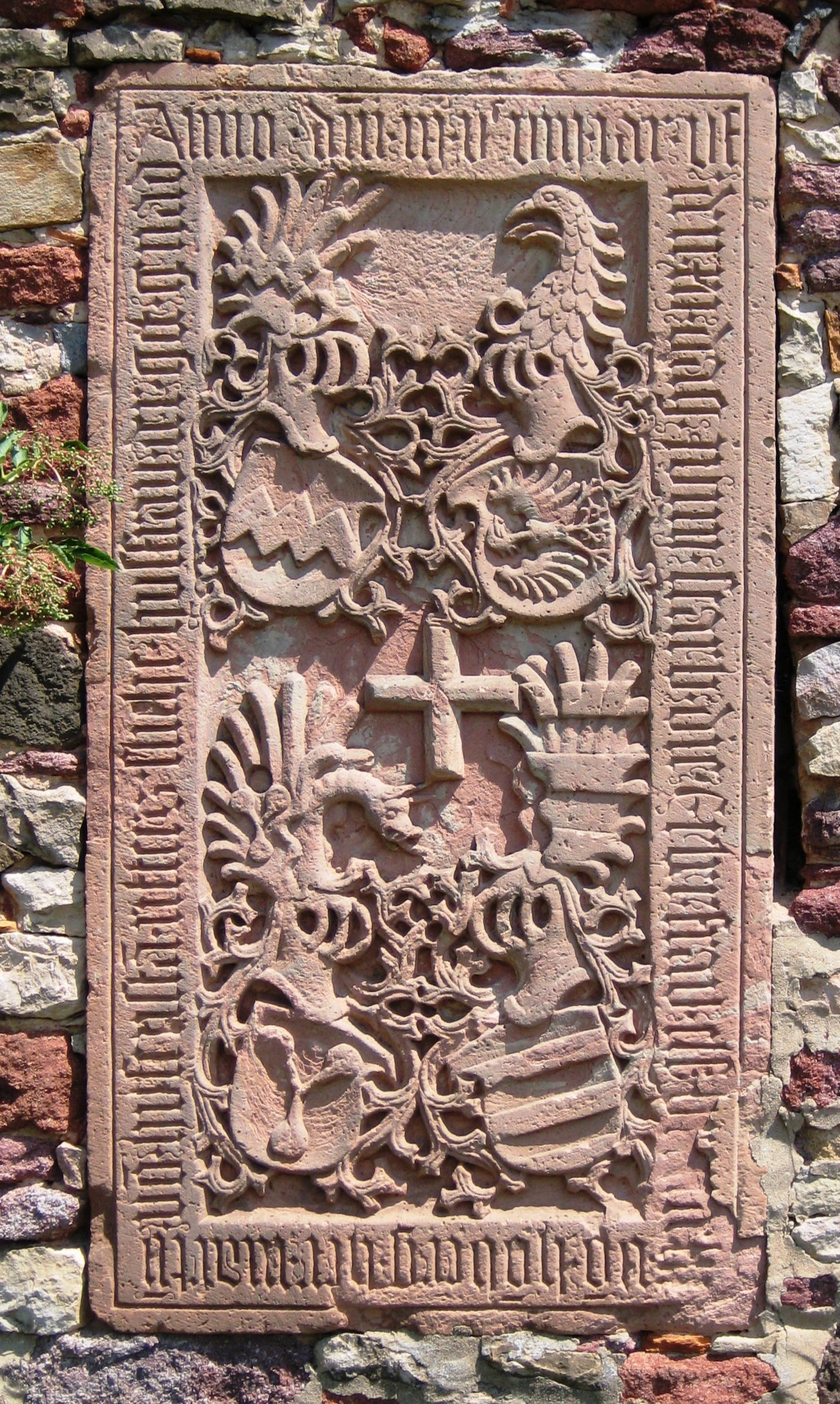
Grabplatte der Elisabeth Brendel von Homburg im Kloster Patershausen. Wappen: Brendel von Homburg, Röder von Rodeck, von Cleen, von Zeiskam. Inschrift: "Anno d(omi)ni m d v iii ia(h)r (a)uf den xii dag juny starb die e(h)rber frau elß brendlin vo(n) ho(m)berg her(rn) marty(ns) vo(n) h(e)usensta(mm) ritters e(he)liche h(a)usfrau der got(t) gnad"

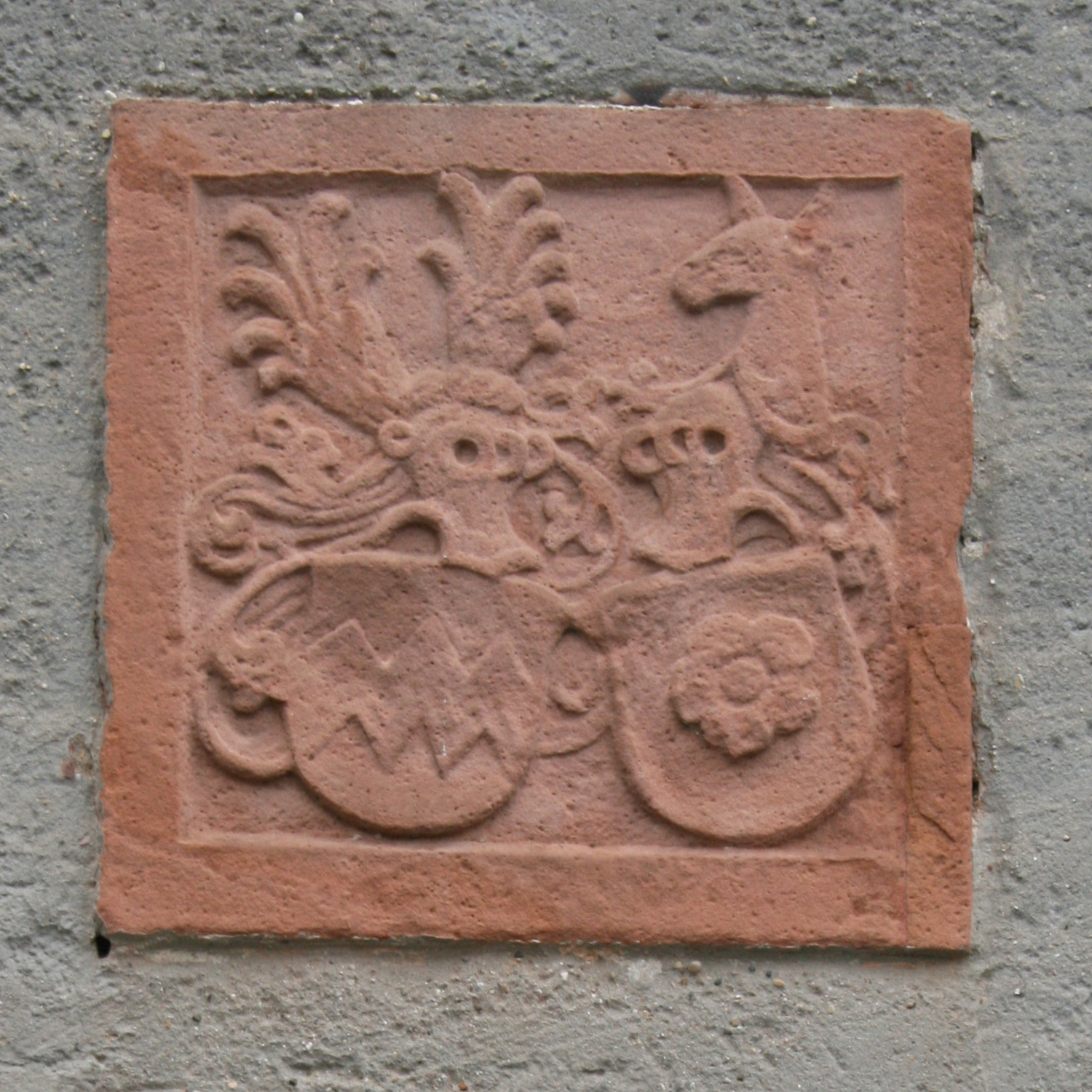
Wappen am Burgmannenhaus in der Burg Friedberg

Die Brendel von Homburg (ältere, seltenere Form: Brendel von Hoenburg) waren ein ritterständiges Adelsgeschlecht im heutigen Hessen, ansässig in der Region des heutigen Bad Homburg vor der Höhe.

## Geschichte
Die Familie wird mit dem Tod von Margaretha Brendel von Homburg, die mit Johann von Rüdigheim vermählt war, erstmals 1160 urkundlich erwähnt. Als erster männlicher Vertreter ist 1359 und 1360 Johann Brendel von Homburg fassbar, wenn auch vorher schon mehrere Urkunden auf die Familie hinweisen. Die Brendel von Homburg teilten sich in der Mitte des 15. Jahrhunderts unter seinen Enkeln Jörg und Friedrich Brendel von Homburg in zwei Linien, von denen die Linie Jörgs 1577 mit dem Friedberger Burggrafen Johann Oyger Brendel von Homburg ausstarb.
Die Linie Friedrichs brachte den Mainzer Erzbischof Daniel Brendel von Homburg hervor. Sie erlosch 1630.

## Besitz
Die Brendel von Homburg waren vor allem um Bad Homburg vor der Höhe begütert und hielten lange Zeit das Burglehen der Homburger Burg als eppsteinisches Lehen. In der Reichsburg Friedberg stellten sie mehrere Burgmannen und zwei Burggrafen; in der Nordwestecke der großen Burganlage besaßen sie ein eigenes Burgmannenhaus. Als weiterer Besitz ist nachweisbar:
- Brendelburg[2]
- Teilhaber der Ganerbschaft Lindheim[3]
- Altes Schloss Büdesheim (seit 1554)
- Güter und Höfe in Oberstedten, Homburg, Gonzenheim, Seulberg und Nieder-Eschbach. Auf Besitz der Brendel von Homburg weisen weiterhin die Brendelstraßen in Bad Homburg, Frankfurt-Hausen und Friedrichsdorf hin.

## Bekannte Mitglieder

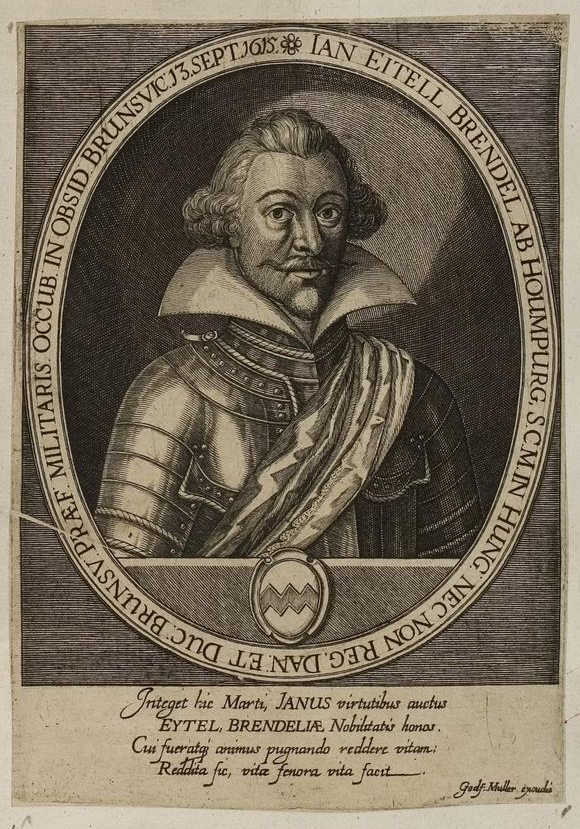
Johann Eitel Brendel von Homburg

- Anna Brendel von Homburg († 1553), letzte Äbtissin des Klosters Klarenthal[4]
- Daniel Brendel von Homburg (1523–1582), Erzbischof von Mainz
- Johann Brendel von Homburg d. Ä. († 1569), Burggraf von Friedberg 1532–1569
- Johann Oyger Brendel von Homburg, Oberamtmann im Eichsfeld (1557–1566), Friedberger Burggraf 1570–1577
- Johann Eitel Brendel von Homburg (1577–1615), General in dänischen und braunschweigischen Diensten

## Wappen
Auf goldenem Grund ein roter, spitzgezogener Balken, welcher oben drei ganze, unten zwei ganze und zwei halbe Spitzen hat. Die Helmdecken sind meist rot und gold, als Helmzier dient ein Flug.